# 샤이 (프로게이머)
샤이(본명: 박상면, 1991년 7월 19일 ~ )은 대한민국의 전직 리그 오브 레전드 프로게이머로 선수 시절 아이디는 Shy이다. 포지션은 탑 라이너였다. 현재 개인방송을 하고 있다.

## 선수 시절
2012년 6월 18일, 아주부 프로스트에 입단하면서 프로 커리어를 시작했다. 2012 서머 시즌에서는 부족한 모습도 보여주었지만 팀이 우승하면서 롤챔스 로얄로더에 등극했다. 리그 오브 레전드 월드 챔피언십 시즌 2에서는 롤챔스보다 더 발전된 모습을 보여주었으며 팀의 롤드컵 준우승에 기여했다.
2012-2013 윈터 시즌 팀의 준우승에 기여했다. 스프링 시즌에서도 주전으로 활동하면서 팀의 4위에 기여했다. 서머 시즌에서도 좋은 모습을 보여주었다. 
2013-2014 시즌에서 부진한 모습을 보이면서 챔피언스와 NLB에서 모두 탈락했다. 스프링 시즌에서는 더 나은 모습을 보여주었다. 챔피언스에서는 8강에서 탈락했지만 NLB에서 우승을 차지했다. 서머 시즌에서는 챔피언스와 NLB에서 모두 탈락했다.
2015 스프링 시즌에는 각성한 모습을 보여주면서 부활한 모습을 보여주었다. 서머 시즌에서도 준수한 모습을 보여주었다.
2016 스프링 시즌에는 건강 문제로 출전하지 못했다. 서머 시즌에서 팀에 복귀했다. 하지만 팀은 승강전으로 떨어졌고 결국 강등되었다.
2017시즌을 앞두고 락스 타이거즈에 입단했다. 스프링 시즌 락스에서 팀의 주전으로 활동했다. 서머 시즌에서는 1라운드 동안 부상으로 인해 출전하지 못했다. 이후 복귀했으나 좋은 모습을 보여주지 못했다.
2017시즌 종료 이후 은퇴를 선언했다.

## 은퇴 이후
2019년 5월 13일, 군에 입대했다. 이후 2020년 12월에 제대했다.
2020년 12월 31일, 한화생명 e스포츠와 전속 스트리머 계약을 체결했다.

## 소속팀
| # | 팀명            | 소속 기간             | 소속 리그 | 비고 |
| - | --------------- | --------------------- | --------- | ---- |
| 1 | 아주부 프로스트 | 2012.06.18~2016.11.30 | LCK       |      |
| 2 | 락스 타이거즈   | 2016.12.22~2017.12.05 | LCK       |      |

## 수상 경력
- 아주부 리그 오브 레전드 더 챔피언스 서머 2012 우승
- 리그 오브 레전드 월드 챔피언십 시즌 2 준우승
- 2012 대한민국 e스포츠대상 리그 오브 레전드 탑부문 최우수선수상
- MLG 2012 폴 시즌 챔피언십 우승
- IEM 시즌 7 카토비체 4강
- 올림푸스 리그 오브 레전드 챔피언스 윈터 2012-2013 준우승
- 리그 오브 레전드 올스타전 2013 우승
- IEM 시즌 8 싱가포르 준우승
- IEM 시즌 7 월드 챔피언십 준우승
- 빅파일 나이스게임TV 리그 오브 레전드 배틀 스프링 2014 우승
- 리그 오브 레전드 올스타전 2014 준우승
- 네이버 2015 LoL KeSPA컵 준우승